# Kwas tyglowy
Kwas tyglowy – organiczny związek chemiczny, nienasycony kwas monokarboksylowy. Występuje m.in. w oleju krotonowym i w wydzielinie niektórych chrząszczy.
Kwas tyglowy posiada podwójne wiązanie pomiędzy 2. i 3. atomem węgla. Jest izomerem trans kwasu angelikowego. Nie rozpuszcza się w wodzie. Jego sole i estry to tyglany. Jest lotną, białą lub bezbarwną krystaliczną substancją o słodko-ostrym zapachu. Stosowany jest do produkcji perfum i środków zapachowych oraz jako składnik aromatu rumowego.
Jest drażniący dla skóry i oczu. Wdychanie może powodować podrażnienie dróg oddechowych. Spożycie powoduje efekt przeczyszczający, a w większej dawce jest toksyczny. Stosowany w homeopatii.